# Hell, Fire and Damnation
Hell, Fire and Damnation (Peklo, oheň a zatracení) je 24. studiové album britské metalové skupiny Saxon, produkované Biffem Byfordem a Andy Sneapem, které vyšlo 19. ledna 2024 ve vydavatelství Silver Lining Music.
Umístilo se na předních místech v mezinárodních žebříčcích po celé Evropě a dostalo se do Top 20 v Britském žebříčku alb. V britském žebříčku se umístilo na 19. místě. Ve skotském žebříčku se umístilo na 4. místě. V německém, rakouském a švýcarském žebříčku se umístilo na 4. místě, a ve švédském žebříčku na 6. místě.
Skupina v létě 2023 začala nahrávat nové album i s hostujícím kytaristou Brianem Tatlerem. Kytarista Paul Quinn se ze zdravotních důvodů nahrávání příliš nezúčastnil, zahrál pouze ve dvou skladbách. Název alba Hell, Fire and Damnation skupina prozradila v listopadu 2023.
Od nahrávaní alba se Brian Tatler stal stálým členem skupiny a Paul Quinn po nahrání alba ze skupiny v tichosti odešel.

## Seznam skladeb
Všechny skladby napsal Biff Byford.
| Pořadí         | Název                                 | Délka |
| -------------- | ------------------------------------- | ----- |
| 1.             | The Prophecy                          | 1:24  |
| 2.             | Hell, Fire and Damnation              | 5:32  |
| 3.             | Madame Guillotine                     | 5:24  |
| 4.             | Fire and Steel                        | 3:37  |
| 5.             | There's Something in Roswell          | 4:09  |
| 6.             | Kubla Khan and the Merchant of Venice | 4:15  |
| 7.             | Pirates of the Airwaves               | 3:56  |
| 8.             | 1066                                  | 4:03  |
| 9.             | Witches of Salem                      | 5:11  |
| 10.            | Super Charger                         | 4:47  |
| Celková délka: | Celková délka:                        | 42:18 |

## Obsazení
- Biff Byford – zpěv
- Doug Scarett – kytary
- Brian Tatler – kytary
- Nibbs Carter – baskytara
- Nigel Glockler – bicí
- Paul Quinn – další rytmické kytary (4, 10)